# Nils Mitander
Nils Mitander, född 8 februari 1767 i Filipstad, Värmlands län, död 15 mars 1841 i Bjurtjärns socken, Värmlands län, var en svensk brukspatron, handlare, rådman och länsman.

## Uppväxt
Nils Mitander var son till handlaren och rådmannen i Filipstad Jonas Mitander och Anna Elisabeth Lekberg. Han tillhörde släkten Mitander. Från 1783 till 1788 var han lärling vid brukskontoren vid Hennickehammar i Färnebo socken, Åras i Södra Råda socken och Älvsbacka bruk.

## Karriär
Mitander blev 1789 kronolänsman i Filipstad, en post han innehade till 1797, och på 1790-talet etablerade sig som handlare där. Han köpte gården Nyttstad strax utanför staden. Mitander blev 1802 vald till rådman i Filipstad och fick samma år tillstånd att även driva en tobaksfabrik. 1811-1812 lät han uppföra Mitandergården, ett tvåvåningshus i herrgårdsstil i Filipstad.

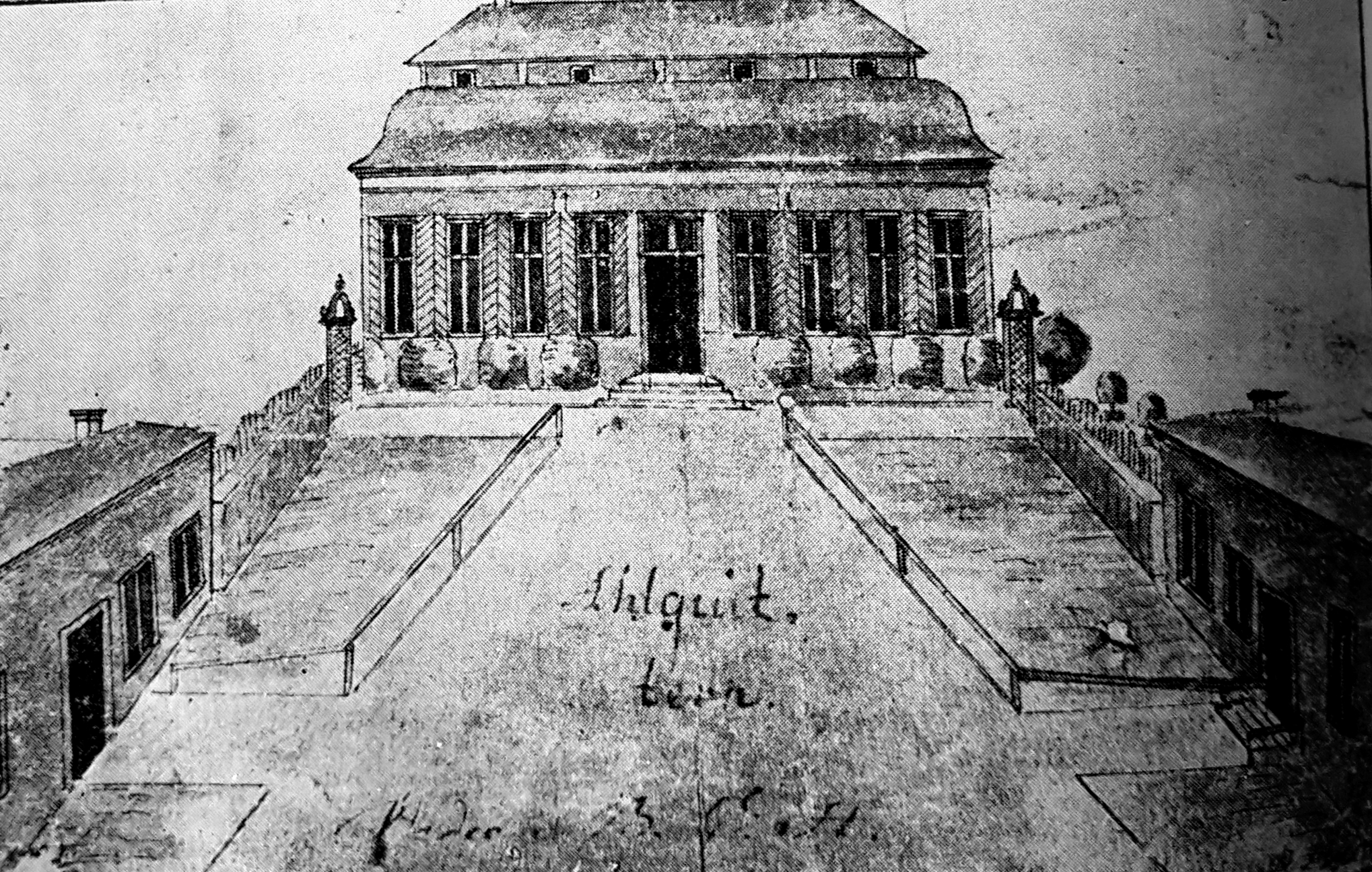
Alkvetterns herrgård

Mitander började redan på 1790-talet att köpa upp gruvandelar i bergslagerna runt Filipstad. 1806 köpte han in hälften av Letafors bruk, senare resten av bruket vilket innebar att han etablerade sig som brukspatron. Sedan han 1812 köpt Alkvetterns herrgård med Övre och nedre Lanfors kom han att rikta huvuddelen av sitt intresse på bruksnäringen och mindre åt handelsverksamheten som han 1826 överlät på sin son John Mitander under namnet firma Nils Mitander & Co. 1819 köpte han majoriteten i bruken i Fredriksbergs, Annefors, Ulriksbergs, och Lindesnäs bruk och etablerade sig därmed som en av de ledande brukspatronerna i området, och sågs på 1830-talet som näst intill prisledande genom sina kontrakt med handelshusen Wijk och Carnegie i Göteborg. Han köpte och sålde en mängd bruk, bland de han ägde under längre tid märks bland annat Jonsbols bruk och de mindre Fredros, Rexeds och Treskogs bruk. Han ägde även andelar i hyttorna i Silverhyttan, Åsjöhyttan, Yngshyttan, Hållsjöhyttan och Knappfors. Mitander köpte även flera bergslagshemman samt sågar och kvarnar.
Mitander var ledamot av borgarståndet vid riksdagarna 1810, 1812 och 1817-1818. Han var 1810 och 1812 ledamot av statsutskottet, särskilda utskottet och allmänna besvärs- och ekonomiutskottet 1812 samt av bankoutskottet 1817-1818. Han framträdde i riksdagen som en typisk representant för bruksägarintresset. Mitander ställde sig restriktiv till de frihandelsvänliga förslag som började vinna mark under 1810-talet, och följde den försiktiga linjen gentemot den konstitutionellt färgade oppositionen vid riksdagen 1817-1818. Mest engagerade han sig i problemen inom kreditväsandet och bristen på betalningsmedel som drabbade honom i hans handel.
Mitander var från 1817 ledamot av kyrkorådet i Bjurtjärns socken och från 1818 ledamot av fattigdirektionen där.
Mitander kom under sitt liv att bygga upp en stor förmögenhet från en ganska enkel bakgrund, något som bidrog till en rik ryktesflora kring hur hade kommit över sin rikedom. Enligt vissa uppgifter skall han under kriget med Norge 1808 eller 1814 ha smugglat krut till Norge. Dessa uppgifter har dock inte gått att bekräfta.
Under sina senare år drabbades Nils Mitander av sjukdom. Från 1820-talet drabbades han av synproblem och opererades flera gånger, första gången 1824 i Stockholm. Han drabbades även av njursjukdom, och under slutet av sitt liv av perioder av retlighet och depression. Han fortsatte dock in i det sista att behålla kontrollen över skötseln av sina egendomar.

## Död och eftermäle
Mitander avled den 15 mars 1841 i Bjurtjärn. Han lämnade efter sig sin maka, Anna Margareta Sundberg (1766–1855), som var dotter till Magnus Sundberg. Efter sin bortgång har han blivit en mytomspunnen gestalt och enligt uppgifter anses Nils Mitander ha varit förebild för den skildrade ondskefulla brukspatronen Sintram på Fors i romanen "Gösta Berlings saga". Av allt att döma har dock Selma Lagerlöf hämtat förebild till personen på flera olika håll.
Mitanders liv har även blivit föremål för dramatisk gestaltning genom Bjurtjärns teatersällskaps framförande av pjäsen "Patronen på Alkvettern". I samband med detta skapades år 1997 en åtta meter hög träskulptur över Mitander längs riksväg 237 i Bjurtjärns socken.